# شورتپه (افغانستان)
شورتپه یک منطقهٔ مسکونی در افغانستان است که در ولایت بلخ واقع شده‌است.